# Monomma quadrimaculatum
Monomma quadrimaculatum là một loài bọ cánh cứng trong họ Zopheridae. Loài này được Waterhouse miêu tả khoa học năm 1879.